# Württemberger Hof

Le Württemberger Hof est un groupe parlementaire, dit Fraktion en allemand, du parlement de Francfort. Il est créé en juin 1848.
Comme les autres fractions de l'assemblée nationale, son nom provient du lieu de rencontre de ses différents membres à Francfort-sur-le-Main.
Le Württemberger Hof cherche à créer une monarchie parlementaire dotée d'une assemblée nationale disposant de nombreux pouvoirs.
Au niveau de l'organisation du pays, il est favorable à un État fédéral s'étendant sur la confédération germanique avec l'empire d'Autriche. Cette alternative est appelée solution grande-allemande.
Ses membres pensent que le gouvernement fédéral doit être indépendant du parlement et que la constitution fédérale ne doit pas être forcément compatible avec les constitutions des différents États membres.
Les membres les plus connus de la fraction sont : Carl Mittermaier, qui a présidé le pré-parlement notamment, Biedermann, Fallmerayer, Giskra, Kierulff (de), Laube, Ostendorf (de), Vischer, Wuttke, Zell (de) et Zerzog (de).
En septembre 1848, Mittermaier et Wernher (de) quittent la fraction pour former l'Augsburger Hof. Cette nouvelle fraction accepte les solutions proposées par la fraction Casino, à savoir une monarchie constitutionnelle héréditaire combinée à la solution petite-allemande.
En cela, elle est classée nationale-libérale, toutefois sur les autres questions elle est toujours alignée sur le Württemberger Hof.
Elle représente environ 6 % de l'assemblée. Botzenhart parle lui de 100 députés.

## Histoire du Württemberger Hof

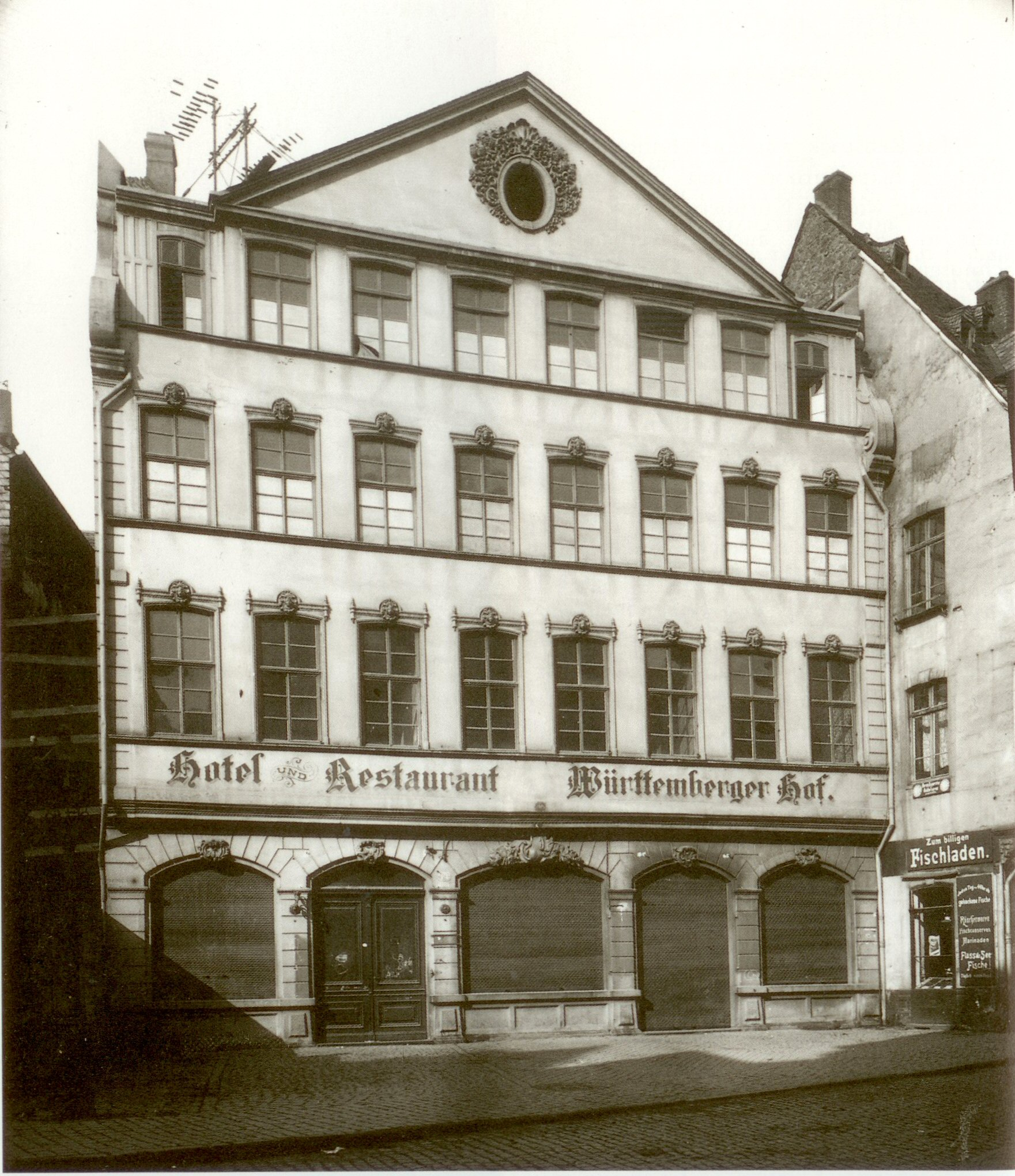
Le Württemberger Hof aux environs de 1900

En 1598, l'auberge Zum Goldenen Löwen (Au lion d'or) ouvre dans la Fahrgasse, alors l'une des principales artères de la vieille ville.
Elle est particulièrement spacieuse pour le quartier avec 2 cours intérieures. À proximité de l'auberge se trouve le Johanniterhof, une commanderie du grand bailliage de Brandebourg.
De mai à juillet 1753, le philosophe Voltaire y est affecté à résidence.
Le roi de Prusse Frédéric II a demandé au conseil municipal de la ville de Francfort de l'arrêter, après s'être brouillé avec.
Un des créanciers du philosophe, le libraire Van Düren, veut utiliser l'occasion pour récupérer sa créance vieille de 13 ans, le secrétaire de Voltaire ne l'entend cependant pas de cette oreille et lui donne une gifle en guise d'accueil.
Au bout de 3 mois, l'intellectuel retrouve la liberté mais doit s'acquitter des frais d'hébergement qui s’élèvent à 190 Florins, ce qui représente à l'époque 6 mois de salaire pour un fonctionnaire.
En 1839, le Zum Goldenen Löwen est renommé Württemberger Hof, la cour de Wurtemberg.
En 1937, le quartier moyenâgeux entourant le Hainer Hof est rasé dans le cadre d'un réaménagement de la ville.
Les seuls restes du bâtiment restants sont la fontaine des lions de style baroque datant de 1781, l'enseigne de l'auberge et un relief de grès datant d'environ 1750.